# هایلاکندی
هایلاکندی (به انگلیسی: Hailakandi) یک منطقهٔ مسکونی و مرکز بخش هایلاکندی در ایالت هندی آسام است. هایلاکندی در ۲۴°۴۱′شمالی ۹۲°۳۴′شرقی / ۲۴٫۶۸°شمالی ۹۲٫۵۷°شرقی واقع شده است.
جمعیت هایلاکندی بر پایه نتایج سرشماری سال ۲۰۱۱ بالغ بر ۳۳٬۶۳۷ نفر است. اکثر مردم این شهر پیرو آیین هندوئیسم، با پیروان قابل توجه اسلام و جمعیت کوچک مسیحی‌اند. 
بنگالی و مانیپوری زبان‌های رسمی این شهر به شمار می‌روند.